# SPEAR 3

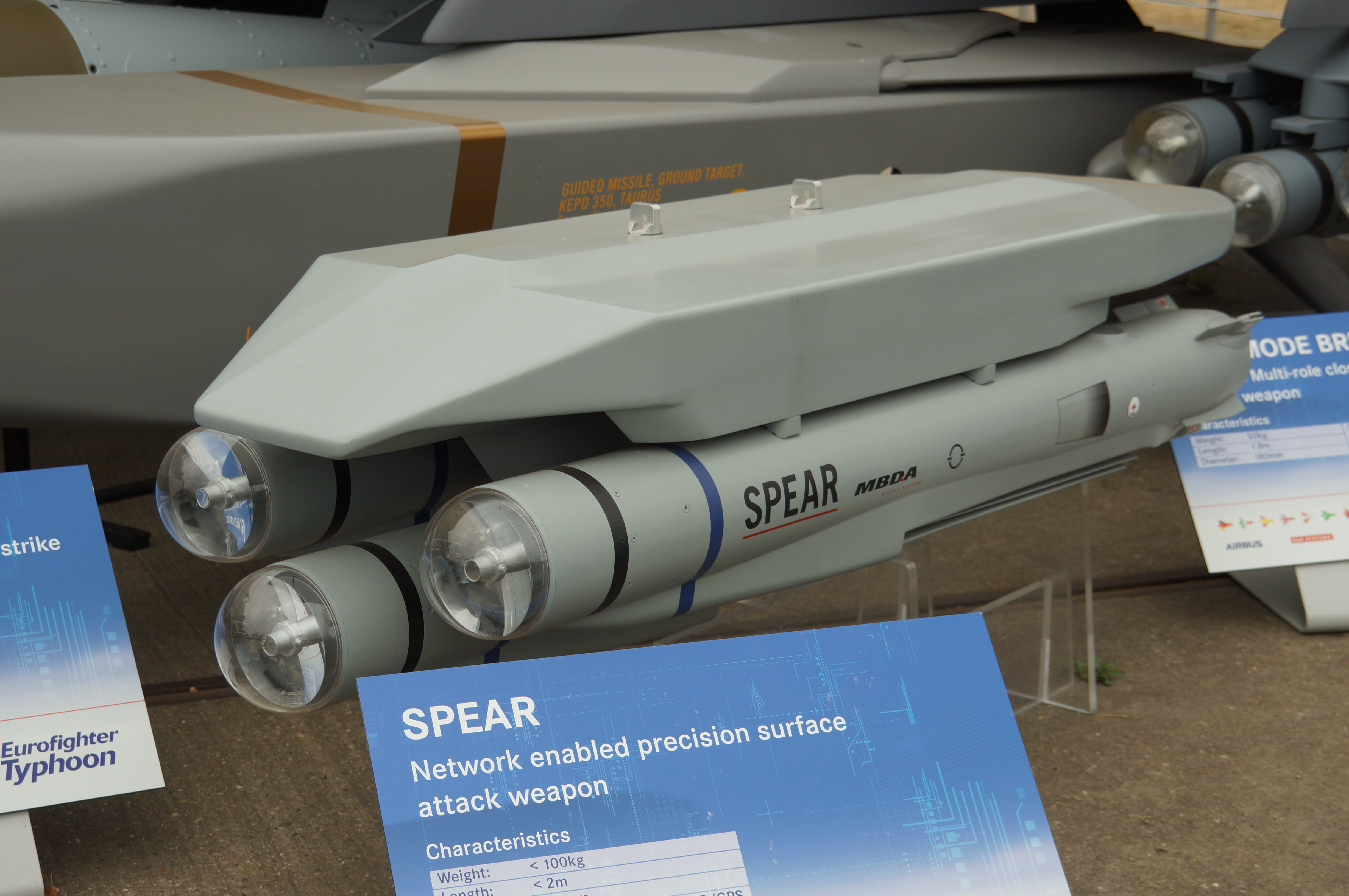
Ракеты SPEAR 3 со сложенными крыльями на подвесной консоли

SPEAR 3 (англ. Select Precision Effects At Range Capability 3) — разрабатываемая британская мини-крылатая ракета класса «воздух-земля», и возможно, противокорабельная ракета. Планировалось, что она будет введена в эксплуатацию в 2025 году. Однако в ноябре 2021 года министр оборонных закупок Джереми Куин заявил специальному комитету по обороне Палаты общин, что полная эксплуатационная готовность SPEAR-3 на F-35 может быть достигнута не раньше 2028 года.

## Предыстория
В 2010 году компания MBDA получила контракт на создание сетевой ракеты SPEAR 3,в которой используются технологии, применённые в ракете Brimstone. Согласно техническому заданию дальность действия этого оружия должна составить не менее 100 км, хотя текущие данные для SPEAR указывают на дальность более 130 км. Ракета длиной 2 м летает на высокой дозвуковой скорости с использованием турбореактивного двигателя и раздвижных крыльев и оснащено многорежимной ГСН с наведением INS/GPS и каналом передачи данных.
В 2014 году были произведены летные испытания прототипа. Ракета запускалась с истребителя Eurofighter Typhoon. SPEAR 3 использует тот же турбореактивный двигатель Hamilton Sundstrand TJ-150, что и JSOW-ER. В мае 2016 года министерство обороны заключило с MBDA контракт на сумму 411 миллионов фунтов стерлингов на разработку ракеты SPEAR 3 воздушного базирования. SPEAR 3 будет интегрирован с программным пакетом F-35 Block 4, также планируется использовать его на истребителе Eurofighter Typhoon.

## Испытания
В марте 2016 года ракета SPEAR 3 была запущена с испытательного самолёта Eurofighter Typhoon, эксплуатируемого BAE Systems, на полигоне QinetiQ Aberporth в Уэльсе. Ракета отделилась от самолёта, запустила двигатель, и совершила серию манёвров, закончившихся пикированием в желаемую точку удара. Ракета точно следовала запланированной траектории и соответствовала прогнозам моделирования. Все цели испытаний были достигнуты.

## SPEAR 3 EW
MBDA также предлагает версию ракеты для радиоэлектронной борьбы с возможностью роя (SPEAR Electronic Warfare (SPEAR EW)). Возможность сетевого роя для ракет SPEAR находится в разработке.